# Bernhard Schmid (Autor)
Bernhard Schmid (* 1971 in Radolfzell am Bodensee) ist ein deutscher Autor, freiberuflicher Journalist und Jurist.

## Leben
Schmid studierte Jura in Köln und Paris und promovierte nach dem Jurastudium. Er lebt seit Mitte der 1990er Jahre in Paris. Von 2007 bis 2014 arbeitete er als angestellter Jurist bei einer antirassistischen Nichtregierungsorganisation und 2014/15 als juristischer Berater für den französischen Gewerkschaftsdachverband CGT (Confédération générale du travail).
Er ist als freier Journalist für die junge Welt, die taz, analyse & kritik und andere tätig und hat mehrere Sachbücher verfasst (siehe unten).
Schmid schreibt vorwiegend zu den Themengebieten Algerien, französischsprachiges Afrika, Gewerkschaften und soziale Bewegungen in Frankreich sowie extreme Rechte in Frankreich ( Nouvelle Droite) und Europa.

## Werke
- Algerien – Frontstaat im globalen Krieg?, Münster: Unrast Verlag, 2004, ISBN 3-89771-019-6
- Das koloniale Algerien, Münster: Unrast Verlag, 2006, ISBN 978-3-89771-027-6
- Der Krieg und die Kritiker: Die Realität im Nahen Osten als Projektionsfläche für Antideutsche, Antiimperialisten, Antisemiten und andere, Münster: Unrast Verlag, 2006, ISBN 978-3-89771-029-0
- Die neue Rechte in Frankreich, Münster: Unrast Verlag, 2009, ISBN 978-3-89771-102-0
- Frankreich in Afrika. Eine (Neo)Kolonialmacht in der Europäischen Union zu Anfang des 21. Jahrhundert, Münster: Unrast Verlag, 2011, ISBN 978-3-89771-034-4
- Distanzieren, leugnen, drohen – Die europäische extreme Rechte nach Oslo, Münster: edition assemblage, 2011, ISBN 978-3-942885-09-6
- Die arabische Revolution? Soziale Elemente und Jugendprotest in den nordafrikanischen Revolten, Münster: edition assemblage, 2011, ISBN 978-3-942885-02-7